# Рись іспанська
Рись іспанська, іберійська рись, піренейська рись, пардова рись (Lynx pardinus) — вид ссавців з ряду хижих родини Котові роду Рись. Раніше іспанська рись часто вважалася за підвид євразійської рисі. Тепер доведено, що це два різних види, які еволюціонували незалежно один від одного в епоху плейстоцену. Ареал проживання іспанської рисі — Піренейський півострів у південній Європі.
Цей вид є на межі зникнення і вважається одним із найрідкісніших з котячих. Один із факторів зменшення кількості особин цього виду — зникнення у XX столітті кроликів, які є основою раціону рисі. Друга причина — це знищення людиною чагарників, у яких мешкають іберійські рисі. У результаті розведення популяцію вдалося збільшити. Станом на 2013 рік, в Андалусії проживає 309 іспанських рисей.

## Таксономія
Рись іспанська була спершу описана як окремий вид — Felis pardina. Проте потім довгий час вважалася підвидом — Lynx lynx pardinus, оскільки зовнішнім виглядом нагадує євразійську рись. Упродовж першої половини XX ст. накопичилися морфологічні та палеонтологічні дані, які підкріпили гіпотезу про те, що це окремий вид (Lynx pardinus). Пізніше ця гіпотеза була доведена ще й генетичними дослідженнями.
Єдиний описаний підвид іспанської рисі — † Lynx pardinus spelaeus. Скам'янілості підвиду були знайдені з середнього та пізнього плейстоцену в Італії та Франції.

## Еволюція
Викопні рештки зразка іберійської рисі, яка жила 1.6 млн років тому — найстаріший з колись виявлених — були знайдені в печері в Барселоні. Цей виявлений зразок був на 10—20 см більший і приблизно на 10 кг важчий, ніж сучасні іберійські рисі з національного парку Доньяна в Іспанії. Шерсть була також більшою, ніж нині, щоб витримувати безперервні майже морози.
Спільний предок всіх видів, що належать до роду Lynx, Lynx issiodorensis вперше з'явився в Північній Америці близько чотирьох мільйонів років тому, до поширення на континентах Азії та Європі, де вона зберігалася протягом часу. Ці види зазнали кілька змін, з найбільш очевидним є зменшення розміру. Першим видом рисі, який розвинувся від спільного предка був Lynx rufus 2,5 млн років тому, коли він був поширений по всій Північній Америці. В Азії з'явився Lynx lynx, вид, який пізніше поширився по всій Європі. Він також поширюється по всій Північній Америці близько 200 000 років тому, таким чином, приводячи до Lynx canadensis, який витіснив Lynx rufus на південь. Європейське населення L. issiodorensis призвело до появи Lynx pardinus півтора мільйонів років тому. З тих пір цей вид пережив кілька змін у його генетиці й продовжує мешкати на Піренейському півострові сьогодні. На думку вчених, ця еволюція може мати місце, якщо Піренейський півострів був ізольованим протягом й або кількох послідовних льодовикових періодів. Нова дата існування виду — 1.6 мільйонів років тому — збігається з періодом часу, коли вся південна Європа, особливо Піренейський півострів, стала притулком від четвертинного заледеніння. Піренейський півострів був також притулком для Європейського кролика (Oryctolagus cuniculus), основною здобичі Піренейської рисі.

## Харчування
Полює переважно на дрібну дичину — зайців і кролів, зрідка нападає на дитинчат оленів.

## Вигляд
Має світліше забарвлення, ніж євразійська рись, а також вдвічі менша за неї. Іспанська рись має різко виражені плями, що додають її забарвленню схожість із забарвленням пардуса. Взимку хутро блякне і стає тоншим. Висота в загривку становить 45 —70 см, довжина рисі: 75 —100 см, включаючи короткий хвіст (15 см), вагу 13 —25 кг.

## Ареал
Водиться іспанська рись на південному заході Іспанії (велика частина — в Національному парку Доньяна), хоча раніше була широко розповсюджена на всій території Іспанії та Португалії. Зараз її ареал обмежений гористою місцевістю.

## Розмноження
Перший випадок розмноження іспанської рисі в неволі мав місце 29 березня 2005 р. Того дня народилися 3 кошеняти. У травні одне з кошенят загинуло під час гри з братом. У 2006 р. в неволі народилося вже 4 кошенят.

## Охорона
Іспанська рись — один з найрідкісніших видів ссавців. За оцінкою на 2005 р. її чисельність становить всього 100 особин. Для порівняння, на початку XX століття їх налічувалося близько 100 тис., до 1960 — вже 3 тис., до 2000 — всього 400.
Цей вид внесений до «Додатку I CITES» (Конвенція по міжнародній торгівлі вимираючими видами дикої фауни і флори), а також у списки «Всесвітнього союзу охорони природи» (IUCN), в категорію I (тварини, що піддаються загрозі зникнення).
Велику роль в охороні й моніторингу численності іспанської рисі відіграє співпраця з мисливськими організаціями. Зокрема, у звітах за планами дій з охорони цього виду зазначається, що «Укладення угод з землевласниками та мисливськими товариствами дозволили природоохоронним проектам реалізувати заходи з управління всім розподілом рисі».

## Галерея

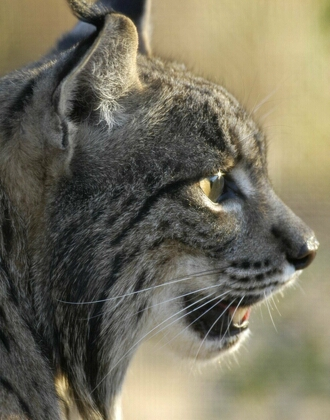
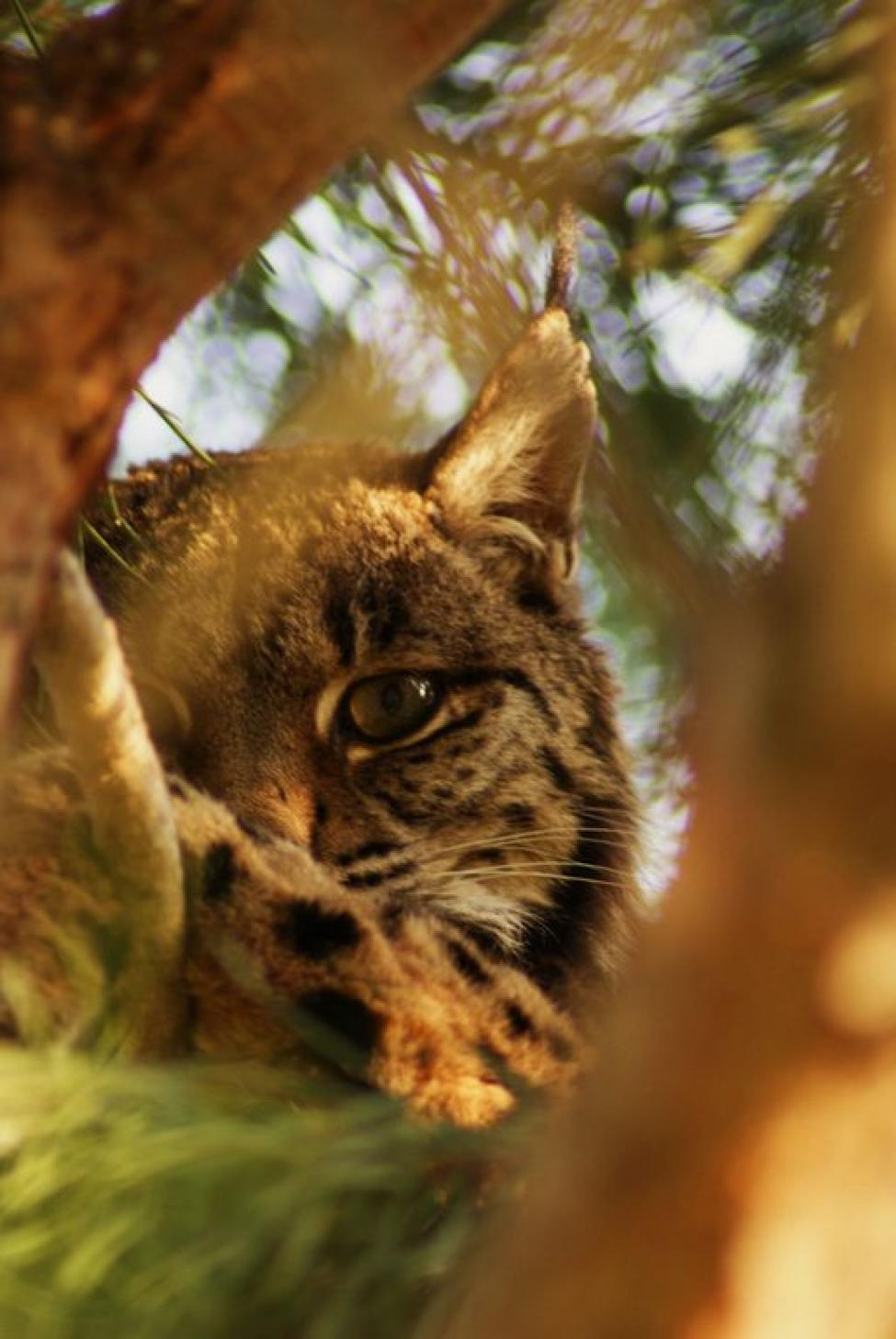
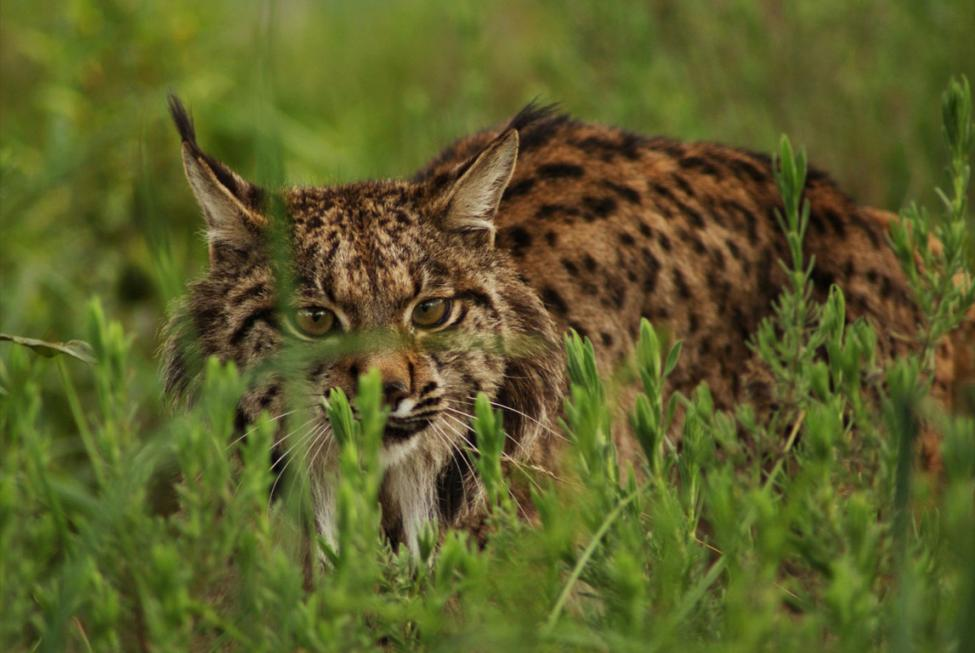
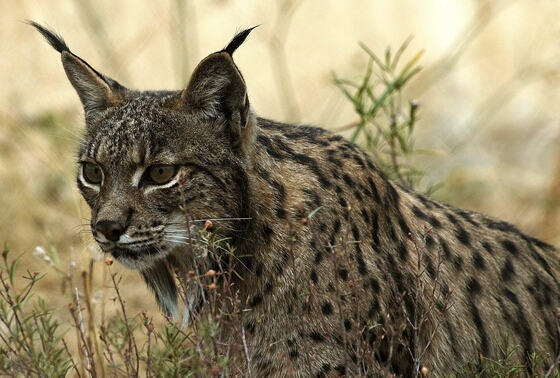
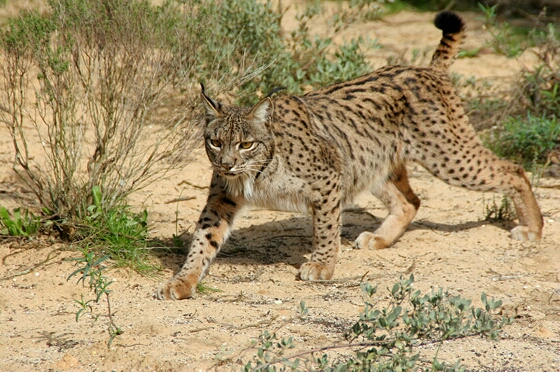
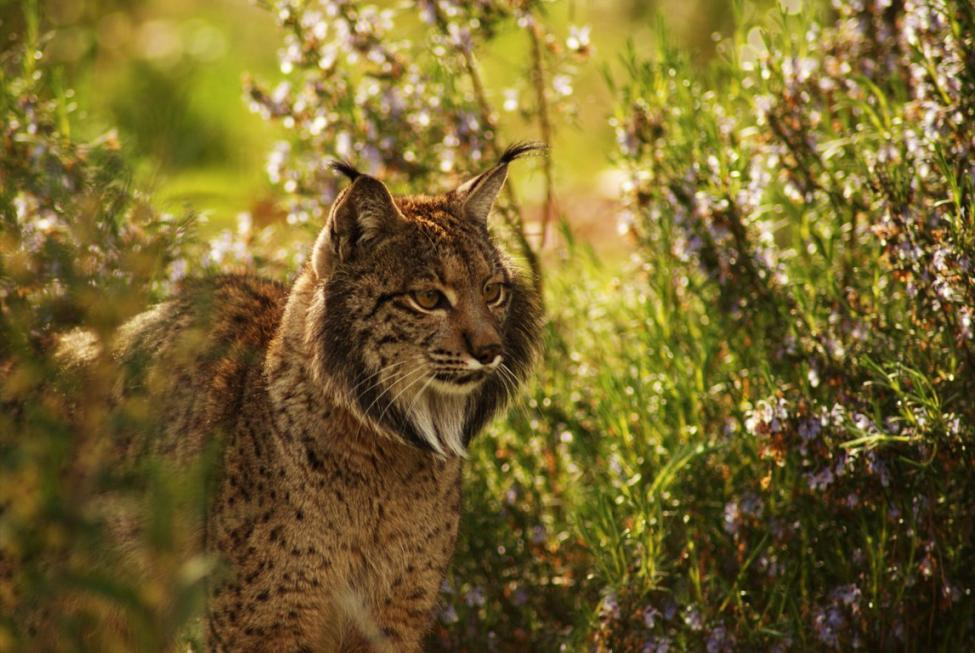
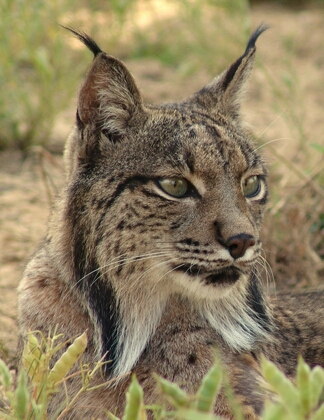
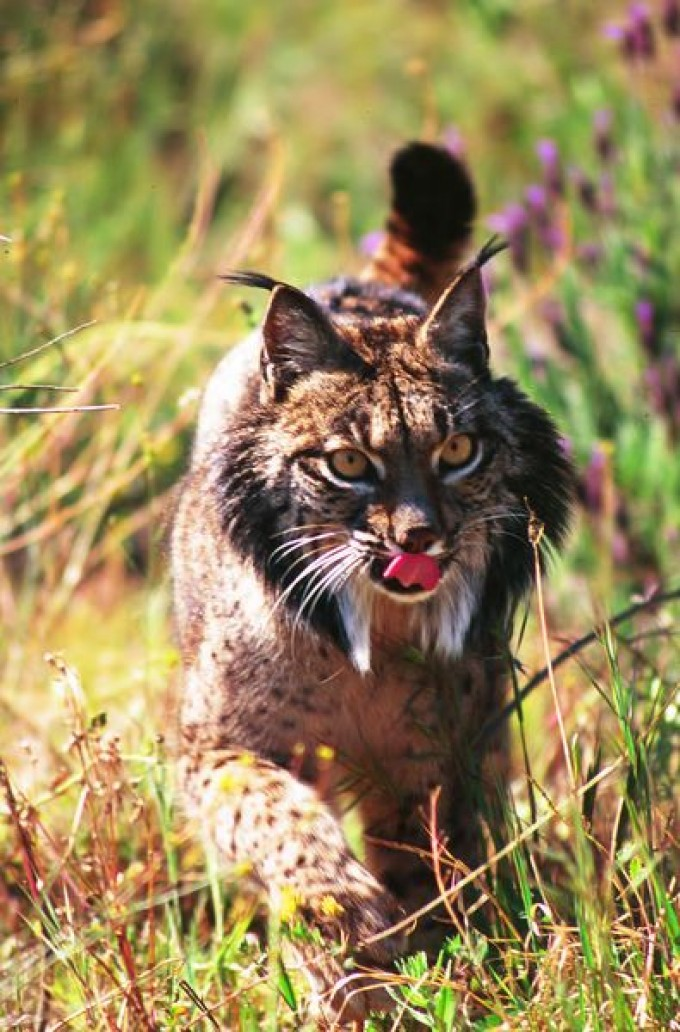
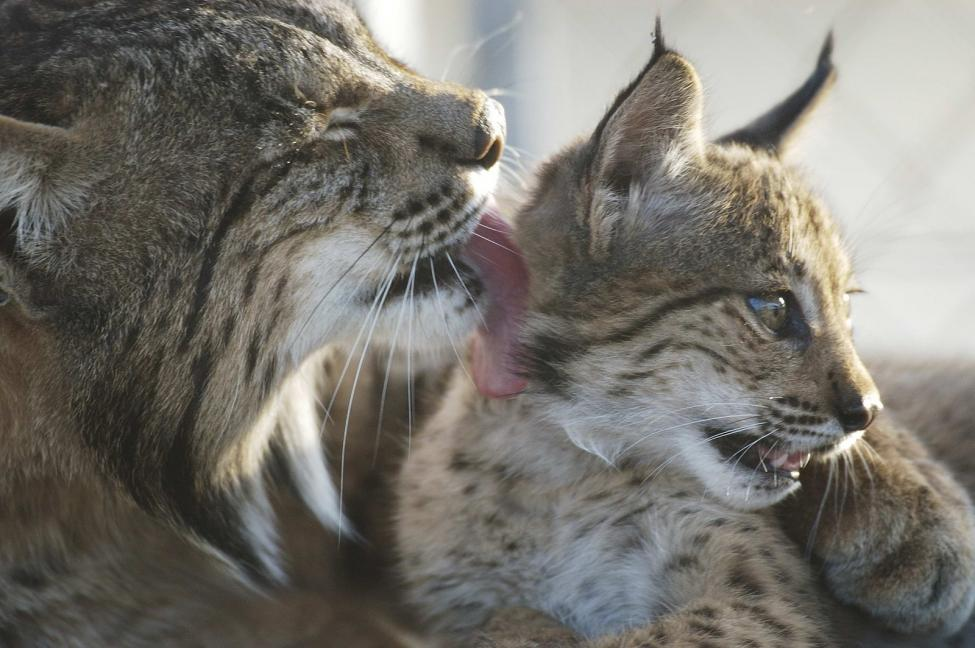
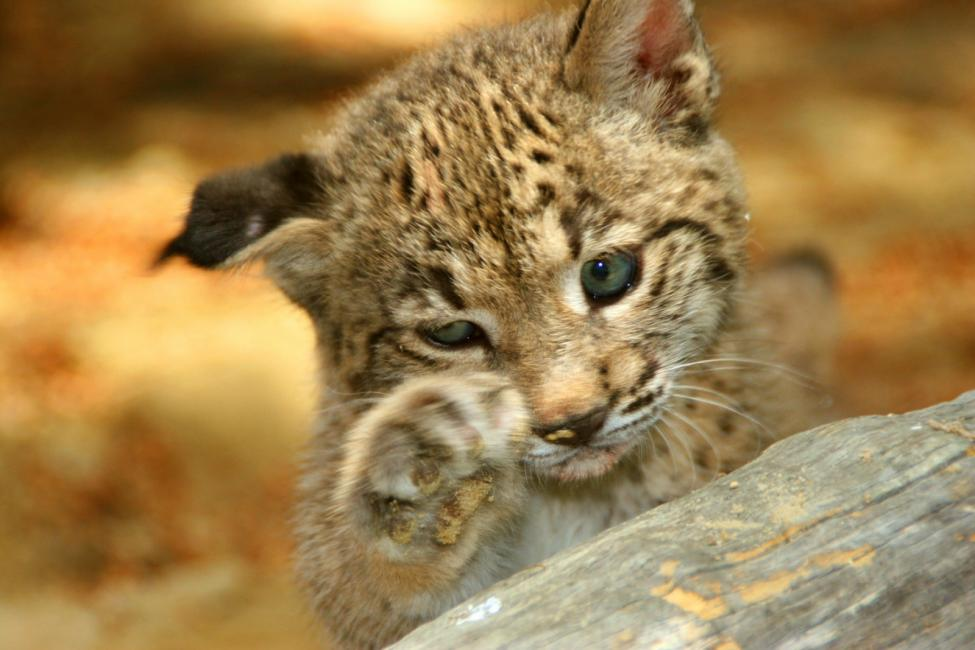
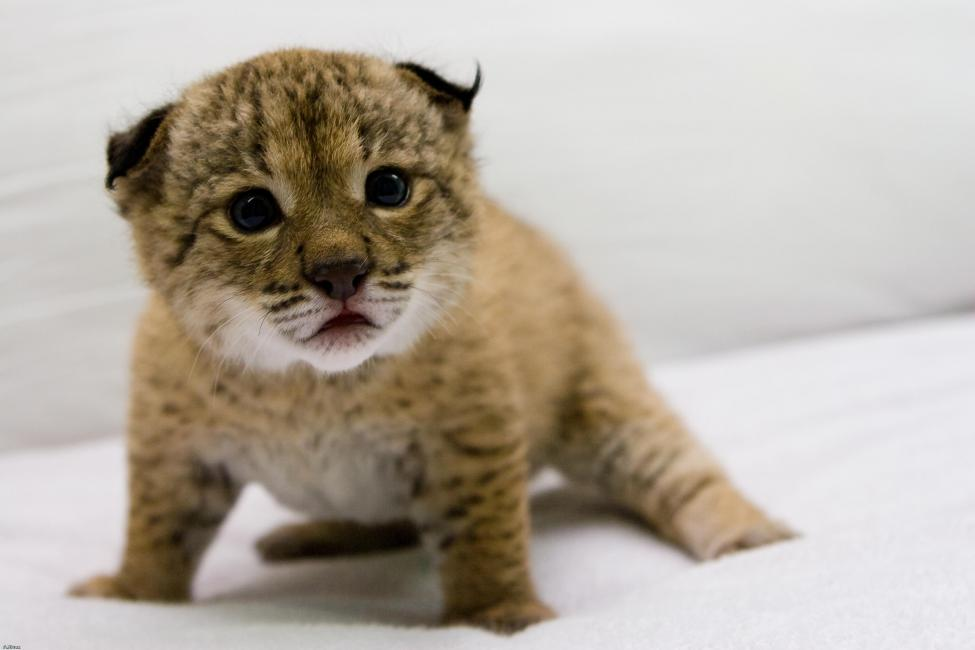
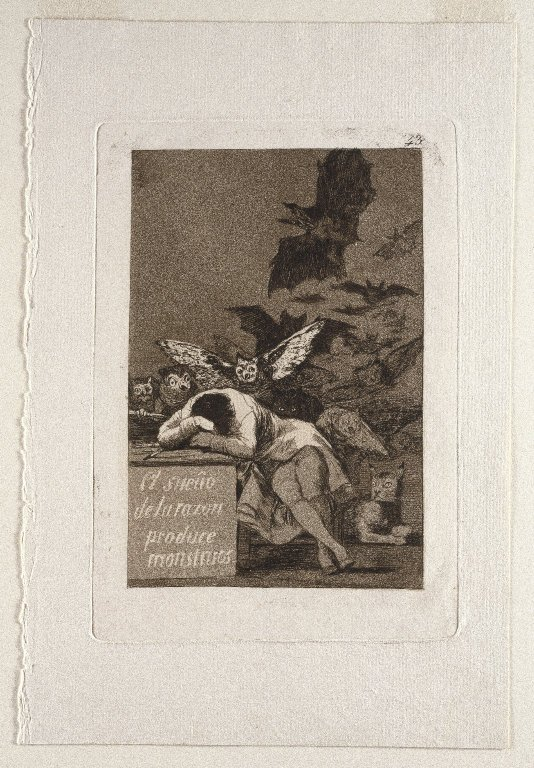